# Polypedia leopoldinensis
Polypedia leopoldinensis är en svampart som beskrevs av Bat. & Peres 1959. Polypedia leopoldinensis ingår i släktet Polypedia och familjen Micropeltidaceae.   Inga underarter finns listade i Catalogue of Life.